# Halecium corrugatum
Halecium corrugatum är en nässeldjursart som beskrevs av Nutting 1899. Halecium corrugatum ingår i släktet Halecium och familjen Haleciidae. Inga underarter finns listade i Catalogue of Life.